# Tunghai-Universität
Die Tunghai-Universität (THU; chinesisch 東海大學, Pinyin Dōnghǎi Dàxué, Pe̍h-ōe-jī Tang-hái-täi-hãk) ist eine private Universität in Taichung, der zweitgrößten Stadt der Republik China auf Taiwan. Sie wurde 1955 von methodistischen Missionaren gegründet. Auf ihrem im Westen Taichungs gelegenen Campus steht die nach dem Missionar Henry Winters Luce – dem Vater des Verlegers Henry Robinson Luce – benannte Luce-Memorial-Kapelle des Architekten Ieoh Ming Pei.

## Präsidenten

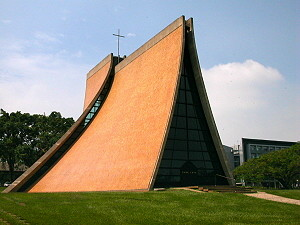
Die Luce Memorial Chapel auf dem Universitätscampus

- Beauson Tseng, 1953–1958
- Wu Teh Yao, 1958–1972
- Ming-Shan Hsieh, 1972–1978
- Ko-Wang Mei, 1978–1992
- Ta-Nien Ruan, 1992–1995
- Kang-Pei Wang, 1995–2004
- Haydn Chen, 2004–2012
- Ming-Jer Tang, 2013–heute